# James Kevin McGuinness
James Kevin McGuinness (né le 20 décembre 1893 à New York et mort le 4 décembre 1950 dans la même ville) est un scénariste, monteur et producteur de cinéma américain.

## Biographie
James Kevin McGuinness fut également acteur (narrateur) dans le documentaire réalisé par John Ford et Gregg Toland, December 7th.

## Filmographie partielle

### Comme scénariste
- 1927 : Very Confidential de James Tinling
- 1928 : Une fille dans chaque port (A Girl in Every Port) de Howard Hawks
- 1929 : Salute de David Butler et John Ford
- 1929 : Le Costaud (Strong Boy) de John Ford
- 1929 : La Garde noire (The Black Watch) de John Ford
- 1930 : Hommes sans femmes (Men Without Women) de John Ford
- 1932 : Attorney for the Defense (+ histoire) d'Irving Cummings
- 1934 : Tarzan et sa compagne (Tarzan and his mate) de Cedric Gibbons et Jack Conway
- 1935 : Une nuit à l'opéra (A Night at the Opera) de Sam Wood
- 1935 : La Malle de Singapour (China Seas) de Tay Garnett
- 1938 : Le Retour d'Arsène Lupin (Arsène Lupin Returns) de George Fitzmaurice
- 1940 : Cette femme est mienne (I Take This Woman) de W. S. Van Dyke
- 1940 : Florian d'Edwin L. Marin
- 1941 : Des hommes vivront (Men of Boys Town) de Norman Taurog
- 1950 : Rio Grande de John Ford

### Comme monteur
- 1929 : Capitaine Swing (Captain Lash) de John G. Blystone